# Nowotwór zarodkowy
Nowotwór zarodkowy, inaczej germinalny (ang. germ cell tumor, GCT) – nowotwór wywodzący się z komórek germinalnych. Nowotwory germinalne występują wewnątrz lub na zewnątrz gonad (jajniki i jądra). Mogą być wadami wrodzonymi wynikającymi z nieprawidłowości w czasie rozwoju embrionalnego.

## Klasyfikacja
Nowotwory germinalne klasyfikuje się w zależności od ich utkania histologicznego, bez względu na lokalizację w ciele.
| Nowotwór | ICD-O         | Szczyt zachorowań (wiek) | Łagodny lub złośliwy | Histologia | Marker nowotworu                          |
| --- | ------------- | ------------------------ | --- | --- | ----------------------------------------- |
| Rozrodczak (łac. germinoma; w tym dysgerminoma i nasieniak (łac. seminoma)                                                               | 9060/3        | 40-50                    | Złośliwy | Osłonki zbudowane z jednorodnych wielobocznych komórek z jasną cytoplazmą i limfocytami w podścielisku | 10% z podwyższonym poziomem hCG           |
| Rak zarodkowy (łac. carcinoma embryonale)                                                                                                | 9070/3        | 20-30                    | Złośliwy | Słabo zróżnicowany, zawierający pleomorficzne komórki w sznurach, tworzące osłonki lub brodawkowate struktury | Czyste nowotwory nie wydzielają hCG i AFP |
| Guz pęcherzyka żółtkowego (ang. yolk sac tumor, EST, YST)                                                                                | 9071/3        | 3                        | Złośliwy | Słabo zróżnicowane, przypominające nabłonek, sześcienne lub walcowate komórki | 100% wydziela AFP                         |
| Rak kosmówki (łac. choriocarcinoma) | 9100/3        | 20-30                    | Złośliwy | Cytotrofoblast i syncytiotrofoblast bez powstawania kosmków | 100% wydziela hCG                         |
| Potworniak (łac. teratoma; w tym dojrzały potworniak, torbiel dermoidalna, niedojrzały potworniak i potworniak z transformacją złośliwą) | 9080/0-9080/3 | 0-3, 15-30               | Dojrzały potworniak i torbiel dermoidalna są zazwyczaj łagodne (lecz wymagana jest obserwacja); inne najczęściej złośliwe | Bardzo zmienna, „prawidłowe” tkanki często obecne | Czyste nowotwory nie wydzielają hCG i AFP |
| Wielozarodkowiak (łac. polyembryoma) | 9072/3        | 15-25                    | Bardzo złośliwy (często w zespole Klinefeltera)                                                                           | Guz składa się z tzw. ciałek embrionalnych, które na obraz płytki zarodkowej zajmuje carcinoma embryonale o wpuklającym się do jego wnętrza pęcherzyku zbudowanego z guza pęcherzyka żółtkowego. Ciałka te leżą w przypominającej pozazarodkową mezenchymę tkance łącznej luźnej. | hCG i AFP                                 |
| Rozrodczak zarodkowy (łac. gonadoblastoma)                                                                                               | 9073/1        | 0-20                     | Potencjalnie złośliwy. Może się w nim rozwinąć dysgerminoma lub rzadziej inny złośliwy guz germinalny.                    | Guz złożony z dużych komórek germinalnych przypominających dysgerminoma, małych komórek pochodzących z komórek płciowych oraz z podścieliska (przypominającego komórki Sertolego i komórki warstwy ziarnistej).                                                                   |                                           |
| Mieszany |               | 15-30                    | Złośliwy | Zależy od obecnych składowych nowotworu | Zależy od obecnych składowych nowotworu   |

Nowotwory germinalne dzieli się na dwa główne typy:
- germinalne lub inaczej nasieniakowe (GGCT, SGCT), do których należy rozrodczak, dysgerminoma i nasieniak;
- niegerminalne lub inaczej nienasieniakowe (NGGCT, NSGCT), do których należą wszystkie inne typy nowotworów germinalnych, postacie czyste i mieszane.